# ゴラームホセイン・モフセニー・エジェイー

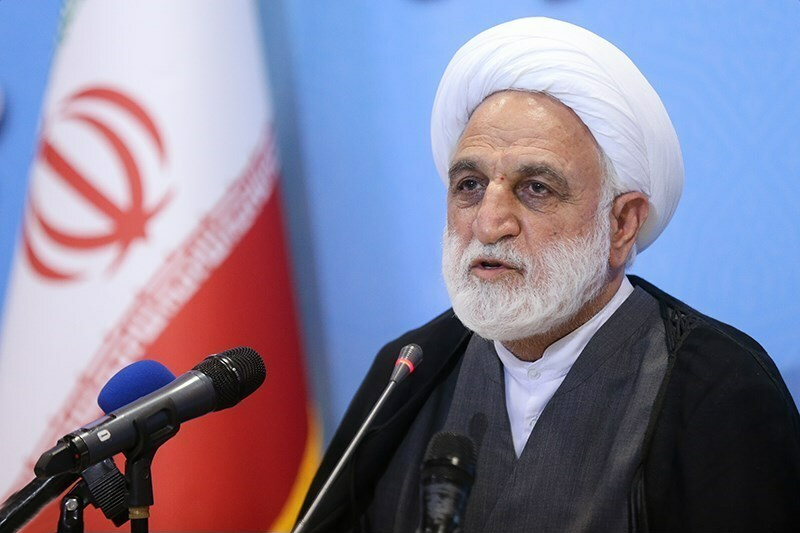
ゴラームホセイン・モフセニー・エジェイー

ゴラームホセイン・モフセニー＝エジェイー（ペルシア語: غلامحسین محسنی اژه‌ای、Gholam-Hossein Mohseni-Eje'i、1956年9月29日-）は、イランの政治家、シーア派ウラマー（ホッジャトルエスラーム）。現司法府長官（2021年7月-）
エスファハーン州エジェ出身。2005年から2009年7月に突然解任されるまでイラン情報相を務める。2009年8月24日には新任のサーデグ・ラーリージャーニー司法府長官から検事総長に任命される。2021年6月の大統領選挙で当選したエブラーヒーム・ライースィーの後任の司法府長官に任命された。

## 経歴
ゴラームホセイン・モフセニー＝エジェイーは1956年、イラン中部のエスファハーン州のエジェ出身。ハッガーニー神学校の学生で数年に渡る海外留学の後に国際法の修士号取得。
以下のイラン政府ポストなどを歴任：
- 情報省特別委員長（1984－1985）
- 情報省における司法府長官代理（1986－1988）
- 検察庁経済問題責任者（1989－1990）
- 情報省における司法府長官代理（再任、1991－1994）
- 聖職者特別法廷検察官（1995－1997）
- 2005年イラン情報相（2005年8月24日から。2009年7月26日に突然解任）

1996年から聖職者特別法廷の検事総長を務め、省庁ポストに加え、政府職員のための司法施設の責任者などを歴任。
強硬派ウラマーのモハンマド・タギー・メスバーフ＝ヤズディーに近い保守強硬派と見なされる。

## 活動
モフセニー＝エジェイーは2009年7月15日、イラン情報省が、弁護士との接見なしに数週間拘留された人々から得た供述を公表する可能性を記者団に示唆した。同氏は、「司法制度が決定すれば、拘留者から得た供述を公表することもあり得る」と語った。人権活動家は「供述なるものは無理強いされて得られたもの」と懸念を表明している。
モフセニー＝エジェイーは、4年の任期満了4日前にあたる2009年7月26日に理由の公表なしに情報相のポストを解任された。エスファンディヤール・ラヒーム・マシャーイーの第一副大統領任命に反対したことが関係すると見られる。マシャーイーは、マフムード・アフマディーネジャード大統領により2009年7月17日副大統領ポストに任命された（ただし、同月24日に辞任している）。
アフマディーネジャード大統領は後に、モフセニー＝エジェイーを善良な人物と称賛したが、情報省が状況に対処するには大変革が必要で、解任は不可避だったと語った。さらに大統領は、情報省が職務をきちんと遂行していれば大統領選後の流血の暴動で死者が出ることもなかったと語ったが、モフセニー＝エジェイーに責任があるとの批判は避けた。